# Brasilotyphlus braziliensis
Brasilotyphlus braziliensis är en groddjursart som först beskrevs av Dunn 1945.  Brasilotyphlus braziliensis ingår i släktet Brasilotyphlus och familjen Caeciliidae. IUCN kategoriserar arten globalt som livskraftig. Inga underarter finns listade.